# Lori's en galago's
De lori's en galago's (Lorisiformes) zijn een infraorde van de orde primaten (Primates). De wetenschappelijke naam van de infraorde werd in 1915 gepubliceerd door William King Gregory. Deze infraorde bestaat uit twee families: Loriachtigen (Lorisidae) en Galago's (Galagonidae), met 36 verschillende levende soorten.

## Taxonomie
- Infraorde: Lorisiformes (Lori's en galago's)
  - Familie: Galagidae (Galago's)
    - 
      - Geslacht: Euoticus (Kielnagelgalago's)
      - Geslacht: Galago (Kleine galago's)
      - Geslacht: Galagoides (Dwerggalago's)
      - Geslacht: Otolemur
      - Geslacht: Paragalago
      -  Geslacht: Sciurocheirus

  -  Familie: Lorisidae (Loriachtigen)
    - Onderfamilie: Lorisinae (Lori's)
      - Geslacht: Loris (Slanke lori's)
      - Geslacht: Nycticebus (Plompe lori's)
      -  Geslacht: Xanthonycticebus

    -  Onderfamilie: Perodicticinae (Potto's en angwantibo's)
      - Geslacht: Arctocebus (Angwantibo's of beermaki's)
      -  Geslacht: Perodicticus (Potto's)